# 粘液胞子虫
粘液胞子虫（ねんえきほうしちゅう、学名：Myxosporea）は、刺胞動物門に属する顕微鏡的大きさの寄生虫からなる綱である。水棲無脊椎動物と脊椎動物の2つの宿主の間を交替する複雑な生活環を持っており、特に魚類に対して産業上深刻な影響を与える種が多く知られている。魚類以外では環形動物、扁形動物、は虫類、両生類、モグラなどからも見付かっている。無脊椎動物を宿主とする時期について、かつては別個の生物だと考えて放線胞子虫（ほうせんほうしちゅう）と呼ばれていた。

## 胞子の形態
粘液胞子虫は殻（殻片、shell valve）に囲まれた複数の細胞からなる胞子で特徴づけられる。胞子の細胞は、アメーバ様の感染性生殖細胞である胞子原形質 (sporoplasm) と、刺胞に似た極嚢 (polar capsule) からなる。
2つの宿主からは粘液胞子と放線胞子という形の大きく異なる胞子が放出される。この2種類の胞子は形状が非常に異なっているため、1980年代まではミクソゾア門に属する異なる綱の生物の胞子だと考えられていた。魚類の病原体として注目されてきた経緯から、単に胞子といった場合は粘液胞子のことを指していることが多い。

### 粘液胞子

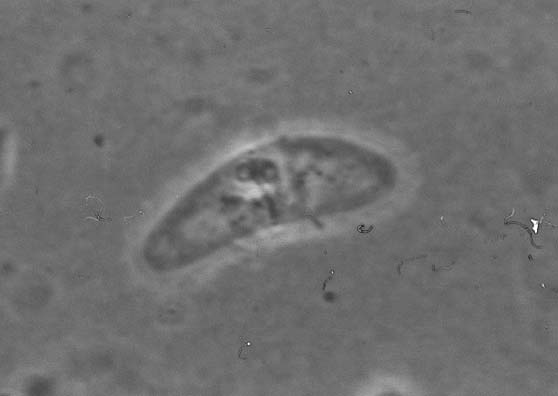
ニシマアジ の胆嚢から見付かった粘液胞子虫 。この種は2つの殻がバナナ形に並んでおり、殻同士の縫合線の両脇に1つずつの極嚢がある。

粘液胞子虫の種は脊椎動物宿主から放出される粘液胞子の大きさと形態で定義されるのが普通である。例えば Ceratomyxa 属は多くの魚種の胆嚢でよく見付かる寄生虫だが、これはブーメラン形の胞子の中央に目のような2つの極嚢がある。粘液胞子のほとんどは10 μmから20 μmの大きさだが、Myxidium giganticum は最大で98 μmの長さになる。貯蔵多糖としてβ-グリコーゲンの粒子を中央のヨード胞 (iodinophillous vacuole) に蓄積する種がある。
胞子の殻は縫合線に沿って接着した殻細胞からなる。殻は丈夫な非ケラチン質のタンパク質でできている。殻の形態は多様で、表面が滑らかだったりデコボコだったり、側面に翼状の突起が出ていたり、粘液に包まれていたりする。これらはおそらく水中において胞子の浮力を増し、拡散を助けるための適応であろう。

### 放線胞子
放線胞子は、環形動物の貧毛類や多毛類から放出され、典型的なものでは3つまたは4つの釣り針を根本で束ねたような形状をしている。Myxobolus cerebralis の場合中央の柄の長さが150μm程度、3本に分かれた「針」の部分の長さは200μm程度になる。以前は放線胞子虫綱という別個の生物群だと考えられ胞子の形態に基づいて分類されていたが、現在では粘液胞子虫の生活環の一時期に過ぎず、また放線胞子の形態は分類上あまり有効ではないことが明らかになってきている。

## 生活環
1980年代までは粘液胞子虫が魚類から魚類へ直接伝播すると考えられていたが、感染実験は成功せず、粘液胞子虫の胞子は感染能を獲得するまでに水中で数ヶ月を要するのだと説明されていた。しかしWolfとMarkiwはニジマスの旋回病の病原体 Myxobolus cerebralis を研究するうちに、ニジマスへの感染には Tubifex 属のイトミミズ類が関与していることを示した。M. cerebralis の胞子はイトミミズの消化管上皮細胞のなかで、放線胞子虫 Triactinomyxon gyrosalmo に変態し、この放線胞子虫をニジマスに与えると旋回病を発症して、体内に M. cerebralis の胞子が産生された。したがって、この粘液胞子虫と放線胞子虫は同じ生物の異なる発育段階であり、生活環を完結させるためにはニジマスとイトミミズという2つの宿主が必要ということがわかった。この様式の生活環は他の粘液胞子虫についても実証されていき、1990年代以降広く受け入れられるようになった。
そこで粘液胞子虫は一般的には貧毛類と魚類の2つの宿主を必要としていると考えられている。有性生殖についての知見が乏しいので、魚類と貧毛類のどちらが終宿主かははっきりせず、両方を交互宿主と呼んでいる。Ceratomyxa shasta は、放線胞子世代の宿主として多毛類を使っていることが示されている。一方で、魚類から魚類への直接伝播も可能性がないわけではなく、これまでのところ Enteromyxum 属の3種、Myxidium 属の2種、Kudoa ovivora などで示唆されている。
以降は生活環の詳細を、唯一完全に解明されている M. cerebralis の例に基づいて記述する。

### 粘液胞子期
魚類が感染ミミズを捕食するか、水中を浮遊している放線胞子に接触することで感染が成立する。体表や鰓などの上皮細胞に侵入した胞子細胞質 (sporoplasm) は、内生分裂 (endogenous cleavage) によって自ら（＝一次細胞）の内部に二次細胞を作る。二次細胞は一次細胞に包まれたまましばらく通常の細胞分裂を繰り返し、再び内生分裂をおこなって三次細胞を作る。このころになると一次細胞は破裂し、三次細胞を含んだ二次細胞が宿主細胞の外に放出されてさらに近辺の宿主細胞に侵入する。これを繰り返すことで次第に宿主中に広がっていき、 M. cerebralis の場合2-3週間で脳まで到達する。
粘液胞子の形成は宿主の特定の組織で起きる（M. cerebralis の場合は軟骨）ことが多い。胞子形成組織に到達すると、外側の一次細胞は大きく肥大して多核の変形体になり、内側の二次細胞は盛んに分裂する。その後2つの二次細胞が対になり、一方が他方を飲み込むようにしてパンスポロブラスト（汎胞子細胞、pansporoblast）になる。パンスポロブラストの外側の細胞は1回分裂して2つの胞子殻細胞となるのに対し、内側の細胞は2回分裂して4細胞を生じ、2つが極嚢に、残り2つは融合して2核の胞子原形質になる。成熟した粘液胞子はいずれ環境中に放出され、これが環形動物に感染して放線胞子期に移る。
種によっては胞子形成組織以外で爆発的な増殖を行い、宿主に対して大きなダメージを与えるものもある。

### 放線胞子期
粘液胞子は環形動物の消化管で極糸を放出し、殻が開いて胞子原形質が上皮細胞に侵入する。胞子原形質は核が2つとも有糸分裂を繰り返して多核体になり、多分裂により多数の単核の細胞を生じ、これを繰り返す。
その後2細胞が融合して有糸分裂を経て4核の細胞が生じ、これが4細胞からなるパンスポロシストになる。2細胞は外側を覆う体細胞、残りの2細胞は生殖細胞でここでは仮にα・βと呼ぶことにする。生殖細胞は3回分裂して合計16個の配偶子細胞を生じ、これがさらに減数分裂を行って極体を放出する。その後α由来の配偶子細胞とβ由来の配偶子細胞が接合して8つの接合子が生じる。少なくとも M. cerebralis の場合、これが生活環中で見られる唯一の有性生殖である。この間に外側の体細胞は2回分裂するので、最終的にパンスポロシストは8つの接合子を8つの体細胞が包んでいる形になる。
それぞれの接合子は2回分裂して4細胞になり、このうち3つは1回分裂して極嚢細胞と殻細胞とになり、残った1細胞は何回も細胞分裂を繰り返して胞子原形質になる。極嚢細胞と胞子原形質が殻に包まれると放線胞子が完成する。放線胞子は感染後90日程度で生じ、環境中ではおよそ2週間程度の寿命を持っていると考えられている。

## 分類
元来、放線胞子虫と粘液胞子虫は胞子の形態に基づいて分類されていた。しかし粘液胞子虫と放線胞子虫が同じ生物の異なる発育段階であることがわかると、同じ生物に2つの学名が存在したり、粘液胞子虫として同属と考えられた生物が放線胞子虫としては異なる属に含められていたり、といった混乱が生じた。
これを解決するために、Kent et al. (1994) はミクソゾア門を再定義し、放線胞子虫綱（class Actinosporea Noble, 1980）は粘液胞子虫綱（class Myxosporea Bütschli, 1881）のシノニムとして使わないことを提案した。これによれば、粘液胞子虫期が明らかな場合は放線胞子虫として命名された学名は使わず、粘液胞子虫期が不明の放線胞子虫については、種として確立するまではspecies inquirenda（同定に疑いのある種）とする。ただし放線胞子虫の属名は集合群 (collective group) の名前として、放線胞子虫期の形態差を特徴づけるために用いる。例えば M. cerebralis の放線胞子には Triactinomyxon gyrosalmo という学名が与えられたが、これは学名としては無効で、「M. cerebralis の放線胞子は Triactinomyxon である」とか、「イトミミズから Triactinomyxon が検出された」などのようにイタリック体にせずに用いる。この提案には異議も出ているが、多くの研究者はこの方法に従っている。
従来は粘液胞子の形態に基づいて分類されていたが、分子系統解析によればほとんどの分類群が多系統的であり、生物の系統を反映していないことが明らかになっている。特にMyxidium 属や Sphaerospora 属は明らかに多系統である。これまでに得られている情報では、例外はあるものの海産と淡水産とで大きく2つの系統に分かれること、胞子の形態よりも感染部位などのほうがよりよく系統を反映しているらしいことが言われている。ここでは従来用いられている慣用的な体系を示すが、今後とくに双殻目は大規模な再編が必要になると思われる。
粘液胞子虫綱 Class Myxosporea
- 双殻目 Order Bivalvulida - 胞子の殻が2つ
  - Suborder Variisporina - 腔内寄生性のものが多い（双極類 Bipolarina + 広胞子虫類 Eurysporina）
  - 扁胞子虫亜目 Suborder Platysporina - 組織寄生性のものが多い
  - Suborder Sphaeromyxina
- 多殻目 Order Multivalvulida - 胞子の殻が3つ以上

## 系統
この生物は古くは原生動物門胞子虫綱に位置づけられたが、この綱は多系統と考えられ、現在は解体されている。これには分子系統などの情報が大きく活用された。その結果、粘液胞子虫は単細胞生物でありながら後生動物ともっとも近縁であるとの判断が出された。このことは驚くべきことではあったが、全く予期されなかったものではなく、たとえば多細胞の胞子を作ること、極嚢が刺胞に似ることなどから、そのような説を唱える者もいた。後生動物であれば多細胞で体内に器官を持つわけであるが、寄生生活によって構造が単純化する例は多く、たとえば中生動物はそのような例と考えられている。とはいえ、単細胞段階まで行ってしまうものか、といった点が納得できないものと考えられていた。その後、軟胞子虫という、とても動物的な多細胞の体を持つものが同様の胞子を形成することがわかり、ミクソゾア門に入ったことで、その確からしさが実感できるようになっている。

## 魚病

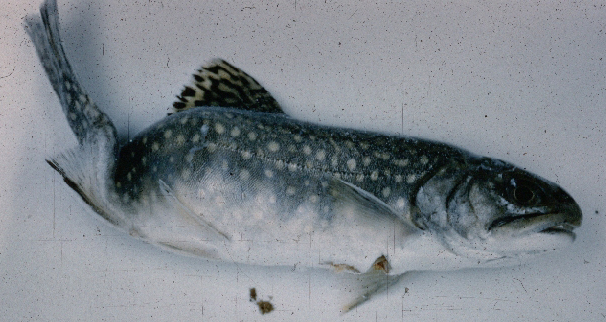
M. cerebralisにより骨格が変形したカワマスの成魚。

粘液胞子虫には魚類の病原体が多く、養殖を始めとする水産業に重大な経済的影響を及ぼすものも数多く知られている。以下に粘液胞子虫による魚病の例をいくつか挙げる。なお和名は特記なき場合2014年の和名目録による。
Myxobolus（シズクムシ）
多系統的な属であるが中でも M. cerebralis が最も有名であり、研究もよく進んでいる。これはサケ科魚類の旋回病の病原体で、軟骨組織に胞子を形成するため骨格が曲がりまっすぐ泳ぐことができなくなる。サケ科の様々な魚に感染するが、とくに養殖ニジマスにおいて深刻である。元々ヨーロッパに分布していたが、養殖用に輸出されたニジマスによって北アメリカに分布を広げ猛威をふるっている。釣り人も分布拡大に一役買っていると考えられている。他にコイの筋肉ミクソボルス症を引き起こすダエンシズクムシ（コイ筋肉ミクソボルス） M. artusなどが重要な病原体である。
Ceratomyxa（ミカヅキムシ）
C. shasta は北アメリカの太平洋岸でよく見られるサケ科魚類の寄生虫。症状は魚種により様々であるが、消化管、内臓、筋肉などに影響を及ぼし、体重減や皮膚などの黒化に加えて致死的な場合もある。
Kudoa（クドア）
粘液胞子虫を始めとする原虫の研究者でありアメリカに帰化した工藤六三郎 (Richard R. Kudo) に献名された属。分子系統解析に基づき、胞子に4つ以上の極嚢があるもの全てを Kudoa 属に所属させることになった。筋肉組織にシストを多数形成する場合と、魚の死後にジェリーミートと呼ばれる筋肉融解を引き起こす場合とがある。世界的にはジェリーミートを引き起こすホシガタクドア K. thyrsites が有名である。日本では特に奄美クドア症の病原体 アマミクドア（奄美クドア） K. amamiensis が深刻で、奄美・沖縄水域の一部でブリの養殖をすると高い確率で感染し商品価値が失われる。2010年にヒラメ、マグロに寄生するナナホシクドア K. septempunctataを摂食したことによる食中毒事例が報告され、水産業上のみならず公衆衛生の観点からも注目されるようになっている。